# Pasar Ipuh (Ulu Barumun)
Pasar Ipuh is een bestuurslaag in het regentschap Padang Lawas van de provincie Noord-Sumatra, Indonesië. Pasar Ipuh telt 673 inwoners (volkstelling 2010).